# Solanum marginatum
Solanum marginatum é uma espécie de planta com flor pertencente à família Solanaceae. 
A autoridade científica da espécie é L.f., tendo sido publicada em Supplementum Plantarum 147. 1781.

## Portugal
Trata-se de uma espécie presente no território português, nomeadamente em Portugal Continental e no Arquipélago dos Açores.
Em termos de naturalidade é Introduzida no Arquipélago dos Açores e possivelmente introduzida em Portugal Continental.

## Protecção
Não se encontra protegida por legislação portuguesa ou da Comunidade Europeia.